# Кораси
Кораси или Куараш (абх. Куараш, груз. ყორასი [Будзгури]) — село в Абхазии, в Гулрыпшском районе частично признанной Республики Абхазия, согласно административному делению Грузии — в Гульрипшском муниципалитете Абхазской Автономной Республики.

## Население
В 1959 году в селе Кораси жило 475 человек, в основном грузины. В 1989 году в селе жило 454 человека, также в основном грузины.